# Bullion (Yvelines)
Bullion is een gemeente in het Franse departement Yvelines (regio Île-de-France) en telt 1799 inwoners (1999). De plaats maakt deel uit van het arrondissement Rambouillet.

## Geografie
De oppervlakte van Bullion bedraagt 21,0 km², de bevolkingsdichtheid is 85,7 inwoners per km².
De onderstaande kaart toont de ligging van Bullion (Yvelines) met de belangrijkste infrastructuur en aangrenzende gemeenten.

## Demografie
Onderstaande figuur toont het verloop van het inwonertal (bron: INSEE-tellingen).